# Gare de Mussidan
Gare de Mussidan vasútállomás Franciaországban, Mussidan településen.

## Vasútvonalak
Az állomást az alábbi vasútvonalak érintik:
- Coutras-Tulle-vasútvonal
- Ligne Angoulême - Ribérac - Marmande

## Kapcsolódó állomások
A vasútállomáshoz az alábbi állomások vannak a legközelebb:
- Gare de Montpon-Ménestérol
- Gare de Saint-Astier
- Gare de Douzillac
- Gare de Neuvic (Gare de Niversac, Périgueux rail shuttle)